# 24 Hours of Spa 2016
24 Hours of Spa 2016 – 24-godzinny wyścig samochodowy na torze Circuit de Spa-Francorchamps w miejscowości Stavelot w Belgii. Zawody odbyły się w dniach 30–31 lipca 2016.

## Wyniki zawodów
| Poz. | Klasa        | Nr  | Drużyna                    | Kierowcy                                                                   | Okrążeń |
| ---- | ------------ | --- | -------------------------- | -------------------------------------------------------------------------- | ------- |
| 1    | Pro Cup      | 99  | ROWE Racing                | Philipp Eng Maxime Martin Alexander Sims                                   | 531     |
| 2    | Pro Cup      | 88  | AKKA ASP                   | Felix Rosenqvist Tristan Vautier Renger van der Zande                      | 531     |
| 3    | Pro Cup      | 28  | Belgian Audi Club Team WRT | Nico Müller René Rast Laurens Vanthoor                                     | 531     |
| 4    | Pro Cup      | 8   | Bentley Team M-Sport       | Wolfgang Reip Andy Soucek Maxime Soulet                                    | 530     |
| 5    | Pro Cup      | 86  | HTP Motorsport             | Maximilian Götz Thomas Jäger Gary Paffett                                  | 530     |
| 6    | Pro Cup      | 84  | HTP Motorsport             | Dominik Baumann Maximilian Buhk Jazeman Jaafar                             | 529     |
| 7    | Pro Cup      | 26  | Saintéloc Racing           | Grégory Guilvert Christopher Haase Mike Parisy                             | 527     |
| 8    | Pro Cup      | 4   | Belgian Audi Club Team WRT | Bertrand Baguette Adrien de Leener Pierre Kaffer                           | 527     |
| 9    | Pro Cup      | 75  | ISR                        | Edoardo Mortara Filip Salaquarda Marlon Stöckinger                         | 527     |
| 10   | Pro-Am Cup   | 76  | IMSA Performance           | Thierry Cornac Maxime Jousse Raymond Narac Patrick Pilet                   | 527     |
| 11   | Pro Cup      | 16  | GRT Grasser Racing Team    | Jeroen Bleekemolen Mirko Bortolotti Rolf Ineichen                          | 527     |
| 12   | Pro Cup      | 3   | Belgian Audi Club Team WRT | Filipe Albuquerque Rodrigo Baptista Sérgio Jimenez                         | 526     |
| 13   | Pro-Am Cup   | 74  | ISR                        | Philippe Giauque Henry Hassid Nicolas Lapierre Franck Perera               | 526     |
| 14   | Pro Cup      | 101 | Attempto Racing            | Fabio Babini Patric Niederhauser Daniel Zampieri                           | 526     |
| 15   | Pro Cup      | 19  | GRT Grasser Racing Team    | Michele Beretta Andrea Piccini Luca Stolz                                  | 525     |
| 16   | Pro Cup      | 50  | AF Corse                   | Pasin Lathouras Alessandro Pier Guidi Michele Rugolo                       | 524     |
| 17   | Pro-Am Cup   | 666 | Barwell Motorsport         | Oliver Gavin Phil Keen Jon Minshaw Joe Osborne                             | 524     |
| 18   | Pro Cup      | 7   | Bentley Team M-Sport       | Vincent Abril Steven Kane Guy Smith                                        | 524     |
| 19   | Pro-Am Cup   | 89  | AKKA ASP                   | Laurent Cazenave Michael Lyons Morgan Moullin-Traffort Daniele Perfetti    | 523     |
| 20   | Pro Cup      | 00  | AMG - Team Black Falcon    | Yelmer Buurman Maro Engel Bernd Schneider                                  | 523     |
| 21   | Pro Cup      | 85  | HTP Motorsport             | Luciano Bacheta Indy Dontje Clemens Schmid                                 | 522     |
| 22   | Pro-Am Cup   | 11  | Kessel Racing              | Alessandro Bonacini Michał Broniszewski Andrea Rizzoli Giacomo Piccini     | 521     |
| 23   | Pro-Am Cup   | 34  | Scuderia Praha             | David Fumanelli Josef Král Matteo Malucelli Jiří Písařík                   | 519     |
| 24   | Pro-Am Cup   | 44  | Oman Racing Team           | Jonathan Adam Ahmad Al Harthy Devon Modell Darren Turner                   | 518     |
| 25   | Pro-Am Cup   | 78  | Barwell Motorsport         | Marco Attard Tom Kimber-Smith Leo Machitski Marco Mapelli                  | 517     |
| 26   | Pro-Am Cup   | 56  | AMG - Team Black Falcon    | Daniel Juncadella Oliver Morley Miguel Toril Abdulaziz Bin Turki Al Faisal | 516     |
| 27   | Pro Cup      | 90  | AF Corse                   | Alessandro Balzan Raffaele Giammaria Ezequiel Pérez Companc                | 515     |
| 28   | Pro-Am Cup   | 38  | Antonelli Motorsport       | Michela Cerruti Cédric Sbirrazzuoli Loris Spinelli Gilles Vannelet         | 514     |
| 29   | Pro Cup      | 1   | Belgian Audi Club Team WRT | Will Stevens Dries Vanthoor Frédéric Vervisch                              | 514     |
| 30   | Pro-Am Cup   | 29  | Konrad Motorsport          | Rik Breukers Jules Gounon Luca Rettenbacher Christopher Zöchling           | 513     |
| 31   | Pro Cup      | 58  | Garage 59                  | Rob Bell Côme Ledogar Shane van Gisbergen                                  | 513     |
| 32   | Am Cup       | 888 | Kessel Racing              | Nicola Cadei Vadim Gitlin Liam Talbot Marco Zanuttini                      | 513     |
| 33   | Pro Cup      | 57  | AMG - Team Black Falcon    | Adam Christodoulou Hubert Haupt Andreas Simonsen                           | 512     |
| 34   | Am Cup       | 51  | Spirit of Race             | Matteo Cressoni Francisco Guedes Peter Mann Rino Mastronardi               | 512     |
| 35   | Pro-Am Cup   | 132 | Lago Racing                | Roger Lago Steve Owen David Russell Jonathon Webb                          | 509     |
| 36   | Am Cup       | 333 | Rinaldi Racing             | Pierre Ehret Alexander Mattschull Rinat Salikhov Marco Seefried            | 506     |
| 37   | Pro-Am Cup   | 22  | Nissan GT Academy Team RJN | Ricardo Sánchez Romain Sarazin Matthew Simmons Sean Walkinshaw             | 506     |
| 38   | Pro-Am Cup   | 40  | Easy Race                  | Ferdinando Geri Daniel Mancinelli Gregory Romanelli Niccolò Schirò         | 505     |
| 39   | Am Cup       | 69  | ARC Bratislava             | Miroslav Konopka Andrzej Lewandowski Zdeno Mikuláško Teodor Myszkowski     | 502     |
| 40   | Pro Cup      | 60  | Garage 59                  | Pipo Derani Bruno Senna Duncan Tappy                                       | 500     |
| 41   | Pro Cup      | 98  | ROWE Racing                | Nick Catsburg Stef Dusseldorp Dirk Werner                                  | 497     |
| 42   | Pro-Am Cup   | 63  | GRT Grasser Racing Team    | Diego Alessi Dennis Andersen Anders Fjordbach Nicolas Pohler               | 488     |
| 43   | Pro-Am Cup   | 25  | Saintéloc Racing           | Marco Bonanomi Frédéric Bouvy Christian Kelders Marc Rostan                | 484     |
| 44   | Pro Cup      | 23  | Nissan GT Academy Team RJN | Alex Buncombe Lucas Ordóñez Mitsunori Takaboshi                            | 481     |
| 45   | Pro-Am Cup   | 10  | Ombra Racing               | Matteo Beretta Giovanni Berton Stefano Costantini Stefano Gattuso          | 480     |
| 46   | Pro-Am Cup   | 52  | AF Corse                   | Duncan Cameron Matt Griffin Riccardo Ragazzi Andrew Scott                  | 471     |
| 47   | National Cup | 911 | RMS                        | Jean-Marc Bachelier Howard Blank Yannick Mallegol Fabrice Notari           | 470     |
| 48   | National Cup | 230 | SpeedLover                 | Wim Meulders Grégory Paisse Pierre-Yves Paque Philippe Richard             | 468     |
| 49   | Pro Cup      | 114 | Emil Frey Racing           | Jonathan Hirschi Christian Klien Markus Palttala                           | 446     |
| 50   | Pro Cup      | 6   | Audi Sport Team Phoenix    | Christopher Mies Frank Stippler Markus Winkelhock                          | 425     |
| 51   | Am Cup       | 27  | Saintéloc Racing           | Michael Blanchemain Jean-Paul Buffin Valentin Hasse-Clot Gilles Lallemant  | 424     |
| 52   | Pro-Am Cup   | 100 | Attempto Racing            | Louis Machiels Jeroen Mul Max van Splunteren Giovanni Venturini            | 415     |
| 53   | Pro Cup      | 14  | Emil Frey Racing           | Albert Costa Lorenz Frey Stéphane Ortelli                                  | 408     |
| 54   | Am Cup       | 30  | Team Parker Racing         | Chris Harris David Perel Derek Pierce Carl Rosenblad                       | 376     |
| NC   | Pro-Am Cup   | 55  | AT Racing                  | Francesco Castellacci Marco Cioci Thomas Flohr Piergiuseppe Perazzini      | 333     |
| NC   | Pro Cup      | 2   | Belgian Audi Club Team WRT | Robin Frijns Stuart Leonard Michael Meadows                                | 302     |
| NC   | Pro-Am Cup   | 12  | Boutsen Ginion             | Julien Darras Olivier Grotz Karim Ojjeh Arno Santamato                     | 257     |
| NC   | Am Cup       | 49  | Kaspersky Motorsport       | Rui Águas Stéphane Lémeret Alexander Moiseev Davide Rizzo                  | 254     |
| NC   | Am Cup       | 41  | Classic and Modern Racing  | Romain Brandela Timothé Buret Bernard Delhez Mickaël Petit                 | 244     |
| NC   | Am Cup       | 42  | Classic and Modern Racing  | Sylvain Debs David Loger Eric Mouez Thomas Nicolle                         | 223     |
| NC   | Pro Cup      | 59  | Garage 59                  | Alex Fontana Struan Moore Andrew Watson                                    | 208     |
| NC   | Pro-Am Cup   | 24  | Team Parker Racing         | Ian Loggie Callum MacLeod Andy Meyrick Tom Onslow-Cole                     | 168     |
| NC   | Pro-Am Cup   | 15  | BMW Team Italia            | Stefano Colombo Max Koebolt Giorgio Roda Martin Tomczyk                    | 96      |
| NC   | Pro-Am Cup   | 77  | Attempto Racing            | Nicolas Armindo Kévin Estre Jürgen Häring Clément Mateu                    | 33      |
| NC   | Pro-Am Cup   | 53  | AF Corse                   | Olivier Beretta Lorenzo Bontempelli Giancarlo Fisichella Motoaki Ishikawa  | 33      |